# پری‌میگو
پری‌میگوها یا همان راستهٔ بی‌کاسگان (Anostraca) جانورانی آبشش‌پا هستند که در آب‌های شور و شیرین زندگی می‌کنند ولی در دریاها و اقیانوس‌ها یافت نمی‌شوند.
آرتمیا گونه‌ای از پری‌میگوها است.
پری‌میگوها با زندگی در مناطق خشکی که آب تنها در بخشی از سال در دسترس است سازگاری خوبی دارند.